# شون ميشيل
شون ميشيل (بالإنجليزية: Sean Michel)‏ هو موسيقي أمريكي، ولد في 21 أغسطس 1979.